# Hard trance
Hard trance – gatunek muzyki pochodzącej od trance będący odmianą muzyki hard dance, który powstał w Niemczech w pierwszej połowie lat 90. XX wieku i jest jedną z najstarszych form trance'u. Była to jedna z najczęstszych form trance całej dekady, charakteryzuje się silną stopą, bardzo suchym i ciężkim dźwiękiem.

## Charakterystyka
Muzyka hard trance różni się od klasycznego trance'u naciskiem na twardsze dźwięki oraz sample typu acid. Beat jest bardzo silny i użyte syntezatory lub pady są prostsze, jednak nadal zachowują swój melodyjny, podobny do trance'u charakter. Tempo waha się od 140 do 160 uderzeń na minutę. Utwór Jones & Stephenson, „The First Rebirth” był jednym z pierwszych hardtrance'owych utworów, jakie kiedykolwiek powstały.